# ByeByeGrass

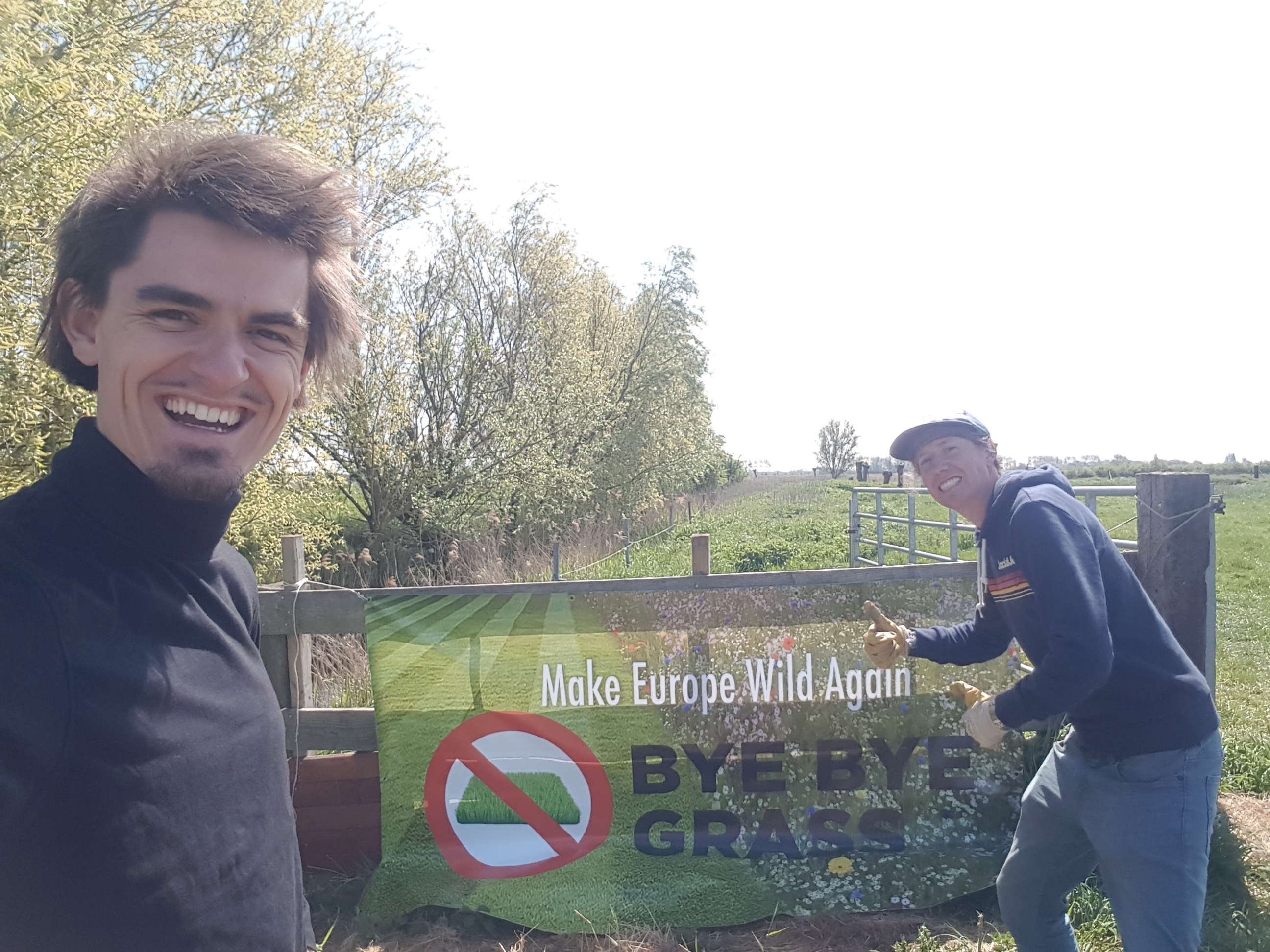
Louis De Jaeger en Bart Goudeseune tijdens de kick-off van de "Grootste Bloemenweide van de Benelux"

ByeByeGrass is een campagne in de Beneluxlanden die zowel burgers als de overheid oproept om zoveel mogelijk gazon te vervangen door een duurzamer alternatief.

## Geschiedenis
De campagne was een initiatief van Louis De Jaeger, Dirk Draulans, Steven Vromman en Mies Meulders. Stad Aalst tekende als eerste het ByeByeGrass-charter, later volgden Kortrijk en Leuven. Hij werd bekend door als startende ondernemer een brief te sturen naar koning Filip met de vraag zijn vele grasvelden te transformeren in bloemenweides.
De campagne nam het startschot eind maart 2019 in het Atomium, als symbolische daad werd er een voor het gebouw een appelboom geplant.
In het voorjaar van 2020 werd de grootste bloemenweide van de Benelux ingezaaid. Duizenden burgers verspreid over België, Nederland en Luxemburg deden mee aan deze grootschalige actie.  